# Ana Fernández García
Ana Carlota Fernández García mais conhecida como Ana Fernández Garcia (Madri, 10 de novembro de 1989) é uma atriz espanhola. Ficou conhecida por interpretar, Sofia na serie Cuestión de sexo, Sandra Olaiz Benedetti em Los Protegidos e Carlota Rodríguez de Senillosa, em Las Chicas Del Cable.

## Biografia e carreira
Ela tem dois irmãos mais novos, Carlos e María, que interpretou a irmã de Sandra, Marta, em Los Protegidos. Começou a estudar teatro aos 14 anos e sua primeira aparição foi aos 4 anos na minissérie El Joven Picasso, dirigida por Juan Antonio Bardem. Sua mais famosa aparição no teatro foi em Helena de Tróia. Ele começou a estudar Publicidade e Relações Públicas, mas não chegou a concluir a carreira.
Ficou conhecida principalmente por dois papéis na televisão: Sofia, em Cuestión de Sexo, entre 2007 e 2009, série que conseguiu grande audiência e disparou a carreira de Ana Fernández e Sandra em Los Protegidos, onde trabalhou de 2010-2012, estrelando uma menina que tem poderes sobrenaturais e encontra uma família como ela. Eventualmente, ele se apaixona por Culebra (Luis Fernandez) e mais tarde conseguem ficar juntos. Em 2011 faz uma participação especial em The Who, ao dar vida à Monica, irmã de Tino.
No verão de 2011, ia gravar seu primeiro filme, Promoción Fantasma, mas teve que rejeitá-lo por causa da gravação de série Los Protegidos, dizendo isso sobre o seguinte: "Filmes são muitos, Los Protegidos é apenas um".
Tem colaborado em revistas como Vanity Telva e para a qual fez uma matéria com Ana de Armas e Blanca Suarez. Ele apareceu em vários videoclipes de grupos de música como Forragem e Marea.
Em 3 de março de 2013, ele começou a ensaiar sua primeira peça ¿Por qué yo? da autora e diretora do Belén Verdugo e estreou em 27 de setembro de 2013 em Madri.
Gravou junto com Alejo Sauras e Rodrigo Guirao seu segundo projeto de filme, intitulado Solo Química e lançado em 2015.
A partir de fevereiro de 2016, foi incorporada como um personagem regular na série Amar es Para Siempre, do canal Antena 3, na qual interpreta a personagem de Carlota Hidalgo. Em agosto desse mesmo ano, foi confirmada como uma das protagonistas da primeira série espanhola original da Netflix, Las chicas del cable, junto com Ana Polvorosa, Maggie Civantos, Blanca Suarez e Nadia De Santiago.

## Vida privada
Entre 2010 e 2011, Ana manteve um relacionamento com seu parceiro de Los Protegidos, Luis Fernandez Estebanez. Desde o início de 2012 e até 2015, manteve um relacionamento com Santiago Trancho, câmera do programa Frank de la jungla, que faleceu em 07 de março de 2015 durante um acidente de moto nas proximidades de Galapagar (Madri). Atualmente, desde setembro de 2015, a atriz mantém um relacionamento com o cantor de rock Adrian Roma, da banda espanhola Marlon.

## Filmografia

### Televisão
| Ano           | Título                     | Papel                                        | Notas                                             |
| ------------- | -------------------------- | -------------------------------------------- | ------------------------------------------------- |
| 2007 - 2009   | Cuestión de sexo           | Sofía                                        | Papel principal (37 episodios)                    |
| 2010          | Impares Premium            | Carlota                                      | 1 episodio ("Episodio 22")                        |
| 2010          | Física o química           | Ella misma                                   | 1 episodio ("Segunda oportunidad")                |
| 2010 - 2012   | Los protegidos             | Sandra Olaiz Benedetti / Sandra Castillo Rey | Papel principal (41 episodios)en las 3 temporadas |
| 2011          | Los Quién                  | Mónica                                       | 1 episodio ("La lotera de Vallecas")              |
| 2012          | IP, La Serie               | Patricia Vega                                | Episodio 11                                       |
| 2016          | Amar es para siempre       | Carlota Hidalgo                              | 116 Episodios                                     |
| 2017 - 2020   | Las chicas del cable       | Carlota                                      | 16 Episodios                                      |
| 2021-presente | Los protegidos: El regreso | Sandra Olaiz Benedetti / Sandra Castillo Rey | 4 episódios                                       |

### Cinema
| Ano  | Título                | Personagem    | Notas |
| ---- | --------------------- | ------------- | ----- |
| 2014 | Historias de Lavapiés | Mónica        |       |
| 2015 | Solo química          | Olivia Romero |       |
| 2020 | Voces                 | Ruth          |       |
| 2021 | Chavalas              | Lili          |       |
| 2022 | Negros                | Narradora     |       |

## Teatro
| Ano  | Título                   | Personagem   |
| ---- | ------------------------ | ------------ |
| 2013 | ¿Por qué yo?             | María        |
| 2016 | Arte Nuevo (Un homenaje) | Lucía y Frau |

## Prêmios e indicações

### Neox Fan Awards
| Ano  | Categoria                                  | Trabalho                                   | Resultado |
| ---- | ------------------------------------------ | ------------------------------------------ | --------- |
| 2012 | Melhor atriz de televisão                  | Los protegidos                             | Indicada  |
| 2012 | O melhor beijo do ano (con Luis Fernández) | O melhor beijo do ano (con Luis Fernández) | Venceu    |
| 2015 | Personagem principal                       | Solo química                               | Indicada  |